# تل علو فوقاني
تل علو فوقاني قرية سورية تتبع ناحية اليعربية في منطقة المالكية التابعة لمحافظة الحسكة. بلغ عدد سكانها 272 نسمة عام 2004.
تقع على بعد 28 كم تقريبا إلى الشمال الغربي من مدينة اليعربية.